# WWE Wellness Program
Il Wellness Program è una procedura antidoping utilizzata dalla World Wrestling Entertainment, la federazione di wrestling più importante al mondo; questa procedura consiste nell'effettuare periodici test antidoping per tenere sotto controllo i dipendenti della federazione ed assicurarsi che nessuno di loro faccia assunzione di sostanze illecite.

## Funzionamento
Il Wellness Program rivela, attraverso l'adozione di periodici test antidoping, l'assunzione di sostanze illecite o l'abuso di farmaci anabolizzanti da parte dei dipendenti della World Wrestling Entertainment.
Nel caso in cui una persona risulti positiva ai test, viene punita con una sospensione dai trenta ai sessanta giorni o con il licenziamento, in base al numero di violazioni commesse dal proprio arrivo in WWE.

## Storia
Il Wellness Program è stato istituito nel novembre del 2005.
La procedura entrò sotto accusa nell'estate del 2007, quando la World Wrestling Entertainment sospese dieci lottatori colpevoli di aver assunto steroidi non dichiarati dalla Signature Pharmacy, una società farmaceutica di Orlando (Florida) che aveva venduto medicinali senza prescrizione regolare nei due anni precedenti: Booker T, Charlie Haas, Chavo Guerrero, Chris Masters, Funaki, John Morrison, Mr. Kennedy, Randy Orton, William Regal e Umaga furono sospesi per trenta giorni, mentre Eugene e Simon Dean furono licenziati poiché risultati positivi ai test antidoping per la terza volta dal loro arrivo in federazione; ad Edge e Gregory Helms, anch'essi coinvolti nella vicenda ma in quel periodo infortunati, venne invece trattenuto lo stipendio per un mese. Nella lista figuravano anche i nomi di Johnny Stamboli e Sylvain Grenier, all'epoca non più sotto contratto con la WWE, e soprattutto di Chris Benoit, Eddie Guerrero e Brian Adams, tutti e tre deceduti tra il 2005 e il 2007. La raffica di sospensioni fu confermata dalla WWE stessa attraverso un comunicato ufficiale sul proprio sito internet; la federazione, come da prassi, non rese noti i nomi dei lottatori interessati, che però furono rivelati dall'emittente ESPN.
La situazione verificatasi nell'estate del 2007 portò ad un grande cambiamento delle regole, formalizzato dalla vicepresidente Stephanie McMahon in una riunione tenutasi nella sede di Stamford (Connecticut) nel mese di settembre: McMahon specificò che da quel momento in poi ogni lottatore sarebbe stato oggetto di test antidoping prima di essere messo sotto contratto con la federazione e in caso di positività alla marijuana sarebbe stato multato di mille dollari, ma non sospeso; nuove sostanze, come gli anti-estrogeni e i miorilassanti, furono aggiunte alla lista dei farmaci proibiti.